# Josse van Aertrycke

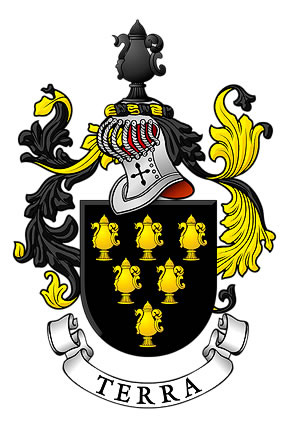
Fig. 1: Armas dos van Aertrycke.

Josse van Aertrycke (Bruges, 1451 — Açores, depois de 1 de junho de 1546) foi um nobre flamengo, natural de Bruges, que se fixou na ilha do Faial, Açores, nos finais do século XV, possivelmente a convite de Joss van Hurtere, o primeiro capitão do donatário daquela ilha e por certo na sua companhia de comércio. O seu sobrenome é derivado da vila de Aartrijke (que na tradução literal do holandês para o português significa Terra Rica). Por este motivo seu nome foi aportuguesado para Jorge da Terra e, mais tarde, transliterado erroneamente para Joss van Aard. Segundo informações de Gaspar Frutuoso, Josse van Aertrycke recebeu à época concessões e favores de Joost de Hurtere para o seu estabelecimento no Faial.

## Biografia
Van Aertrycke foi um dos primeiros colonizadores da ilha, cultivando terras entre a Ribeira da Conceição e as encostas da Espalamanca.
Alguns dos fatores que levaram os flamengos a imigrarem durante o século XV foram as guerras da sucessão, as lutas para a centralização do poder nos Países-Baixos borgonheses e a extrema miséria durante o mandato dos Duques da Borgonha: Filipe, o Bom, e de seu filho Carlos, o Temerário.
O principal determinante que atraiu estes flamengos para os Açores foi a estreita relação que Flandres mantinha com Portugal desde do início da formação da nação portuguesa. Nesta época, Flandres era um importante ponto do comércio europeu. Além disto, muitos flamengos imigraram para os Açores quando Filipe, o Bom, casou-se com a princesa D. Isabel de Portugal, filha de D. João I e irmã do Infante D. Henrique. Nas notas que se referem aos Açores, no Globo de Nuremberga de Martin Behaim (1492) lê-se: …As sobreditas ilhas foram povoadas no ano de 1466, quando o rei de Portugal as deu, depois de muitas instâncias, à Duquesa de Borgonha, sua irmã de nome Isabel, condessa de Flandres.
Em 1 de Junho de 1545, Josse van Aertrycke recebeu um morgado da coroa portuguesa.

## Dados genealógicos
Josse van Aertrycke era filho de Jan van Aertrycke, notável e orador do Prévôté de Bruges, falecido em 1468, e de sua esposa legítima Barbara Ferteyns. Os van Aertrycke eram uma família tradicional de poorters e burgomestres de Bruges, e senhores feudais do Castelo de Tillegem. Josse descendia, inclusive, de Guilherme I, Conde da Holanda, Wolfert I van Borselen e das ilustres famílias nobres flamengas van Borselen, van Maldegem, van Gavere, de Wavrin e van Gent. A origem nobre de van Aertrycke já era atestada por Gaspar Furtuoso ao descrever a Ilha do Faial: “ Há nesta vila da Horta muita gente nobre: os de geração de Jos Dutra, capitão, e de Guilherme da Silveira (Willem De Kersemakere), e de Jos da Terra…” Também segundo Marcelino Lima, outro historiador açoriano, van Aertrycke “era indivíduo de distinção, provindo muito provavelmente de elevada estripe. Baste olhamos seu casamento com Margarida da Silveira, filha do célebre flamengo Guilherme da Silveira (Willem De Kersemakere), homem de grande fidalgia, reputado neto de um conde, e possuindo brasão de armas.”
Van Aertrycke se casou nos Flamengos, Ilha do Faial, com Margaretha De Kersemakere, dita 'Margaretha van der Haegen' ou 'Margarida da Silveira', filha de Willem De Kersemakere, nascida em 1452 em Bruges, Flandres, e falecida em torno de 1529, também nos Flamengos.
:
Filhos Nos Açores, a maioria dos filhos de Josse e Margaretha adotaram o sobrenome materno 'van der Haegen', traduzido para o português como 'da Silveira':
1. João van Aertrycke ( — depois de 26 de Maio de 1573) , chamado de João da Silveira/ van der Haegen; casou-se com D. Catarina De Bruyn (de Brum), única filha do flamengo oriundo de Maastricht, Willem De Bruyn e de sua esposa, Violante Vaz Pereira Pimentel, da família Drummond; ambos falecidos em Madeira;
2. Manuel van Aertrycke (  — c. 1583), chamado de Manuel da Silveira/ van der Haegen; herdeiro do morgado de seu pai e casado com D. Isabel da Silveira Pereira, filha de Tristão Martins Pereira e neta materna de Willem De Kersemakere;
3. Josse van Aertrycke (  — c. 1590), chamado de Joz da Terra, 'o Moço'; casou-se com D. Maria de Pórras, filha de Tomás de Pórras, 'o Velho' e de sua esposa, Isabella de Hurtere, filha do flamengo Antonius Cornelis e de Christina de Hurtere, sobrinha de Joost de Hurtere, atráves do irmão bastardo deste último, Boudewijn de Hurtere/ Balduino de Utra;
4. Francisco van Aertycke, chamado de Francisco da Silveira/ van der Haegen, destino ignorado;
5. Barbara van Aertrycke, chamada de Barbara da Silveira/ van der Haegen; casou-se com Antoon De Bruyn (António de Brum, 'o Velho'), nascido em Madeira, filho de Willem De Bruyn e de Violante Vaz Pereira Pimentel;
6. Catarina van Aertrycke (  — Horta, 1568), chamada de Catarina da Silveira/ van der Haegen; casada com Diogo Gomes, nascido em Graciosa e falecido em 1565. Por testamento, Catarina deixou 7.000 réis a seus filhos;
7. António van Aertrycke, chamado de António da Silveira/ van der Haegen; padre da igreja de Horta o qual deixou seus bens a seu irmão, Josse; faleceu em Graciosa.

Nos Açores, os descendentes de Josse van Aertrycke ligaram-se através de casamento com outras famílias nobres. O tronco principal desta linhagem inclui os Silveiras descendentes de Willem De Kersemakere , os Brums de Willem De Bruyn, os Pereiras Lacerdas da casa dos senhores e condes da Feira, e os Pereiras Sarmentos que procedem do conde Fernão Gonçalves de Castela. Van Aertrycke e sua esposa Margaretha são ancestrais da família Silveira Ramos de Portugal, que é chefiada por Ricardo de Faria Blanc da Silveira Ramos de Camarate Silveira.
O tronco principal deste ramo da família van Aertrycke atualmente se encontra espalhado pelos Açores, Madeira, Portugal Continental, Brasil, Europa Ocidental, Estados Unidos da América e possivelmente outras partes do mundo.
Muitos descendentes de Josse van Aertrycke foram indivíduos de alta importância política, religiosa e social. Estes incluem:
- Manuel José de Arriaga Brum da Silveira, o primeiro presidente da República Portuguesa;
- D. António Taveia de Neiva Brum, arcebispo de Goa;
- Sebastião José de Arriaga Brum da Silveira, governador da Ilha de São Miguel (1816-1821);
- Francisco Machado de Faria e Maia, 1.º Visconde de Faria e Maia, da ilha de São Miguel;
- Vicente Machado de Faria e Maia, 2.º Visconde de Faria e Maia, que foi despachado secretário-geral do Governo Civil de Ponta Delgada;
- António de Medeiros e Albuquerque, 3.º Visconde das Laranjeiras;
- Francisco da Silveira Pinto da Fonseca, 1º Conde de Amarante;
- António da Silveira Pinto da Fonseca, 1º Visconde de Canelas;
- Manuel da Silva Pinto da Fonseca Teixeira, 1º Marquês de Chaves;
- João da Silveira Pinto da Fonseca, 2º Visconde da Várzea de Abrunhais;
- Henrique da Silva da Fonseca Cerveira Leite, 1º Visconde de Alcobaça;
- Constantino, príncipe Merschersky;
- Simão de Roches da Cunha Brum, 1.º Barão de Roches;
- José Francisco da Terra Brum, 1.º Barão de Alagoa;
- José Francisco da Terra Brum, 2.º Barão de Alagoa;
- Manuel Maria da Terra Brum, 3.º Barão de Alagoa;
- Francisco Peixoto de Lacerda Vernek, 2º Barão do Pati do Alferes;
- Florêncio Terra, escritor, professor e político açoriano.

## Dados heráldicos
Há indícios de que Josse van Aertrycke usou as armas ancestrais de sua família nos Açores (fig. 1): negro 6 (3,2,1) gomis de ouro, timbre um gomil de negro, escudo é acompanhado de duas bandeiras das armas, as hastes de ouro. Estas armas foram provavelmente concedidas à Simon van Aertrycke, Senhor de Tilligte em meados de 1340/50 em Flandres, e levadas a Portugal por Josse van Aertrycke no século XV. Até o momento, não foi possível encontrar registro de quando elas começaram a ser usadas em Portugal.
Caso o próprio Josse van Aertrycke tenha trazido suas armas de família de Flandres, ele as teria registrado na Ermida de Nossa Senhora da Conceição, que o mesmo mandou construir após sua chegada à Ilha do Faial. Esta ermida, porém, foi saqueada em 1589 pelos ingleses, e queimada durante a invasão inglesa em 1597. A destruição desta ermida possivelmente eliminou a história do uso destas armas.
Outros membros desta família usaram no arquipélago o seguinte brasão: “de azul, com três flores de lis de oiro.” O primeiro barão de Alagoa usou uma outra versão das armas dos Brums: “de oiro, uma águia negra de duas cabeças, e nos pés seu ondado de azul.” Aparentemente, nenhuma destas versões de armas foi reconhecida oficialmente em Portugal.